# Gratulationskort

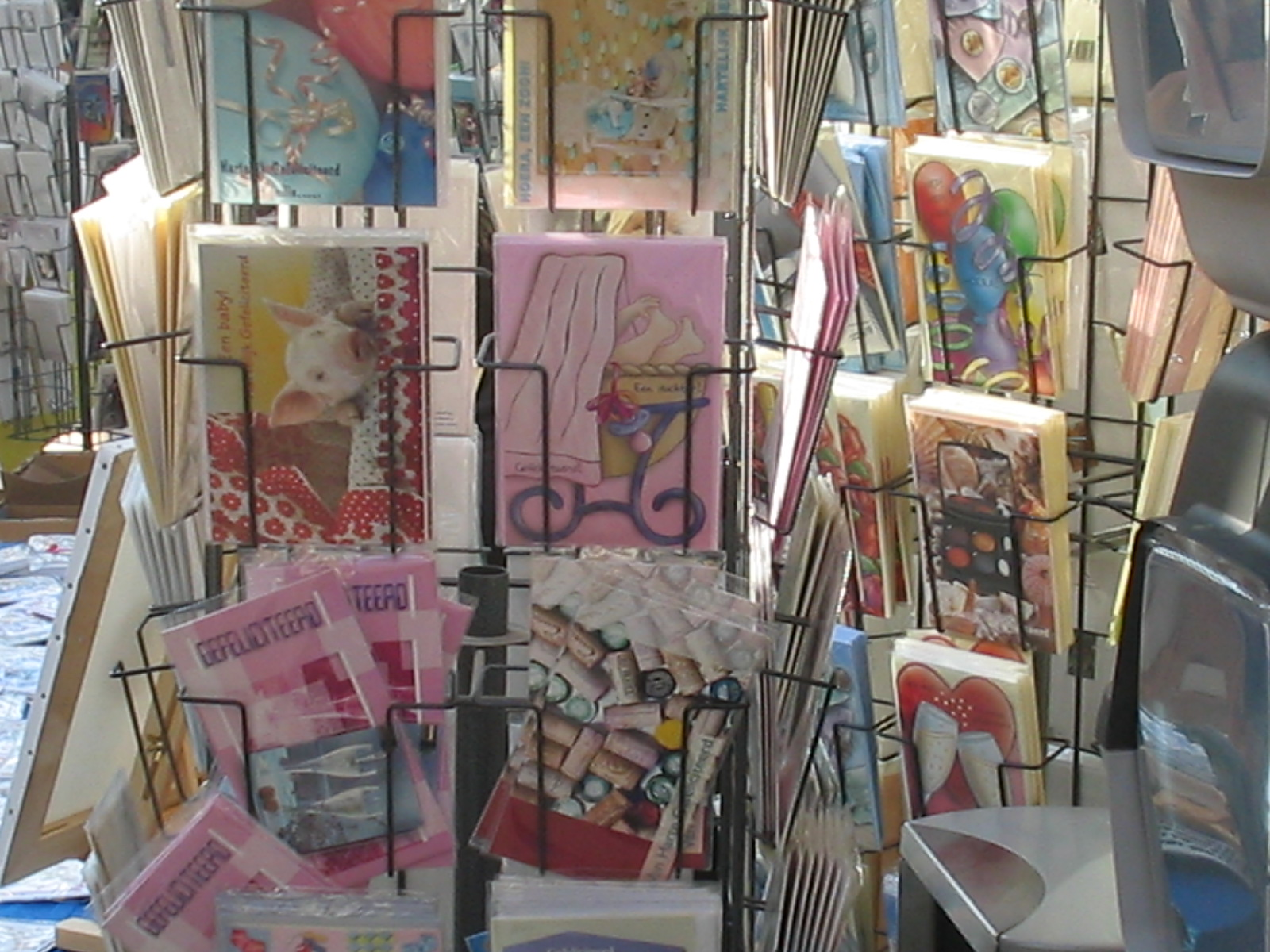
Många kort i ett ställ.

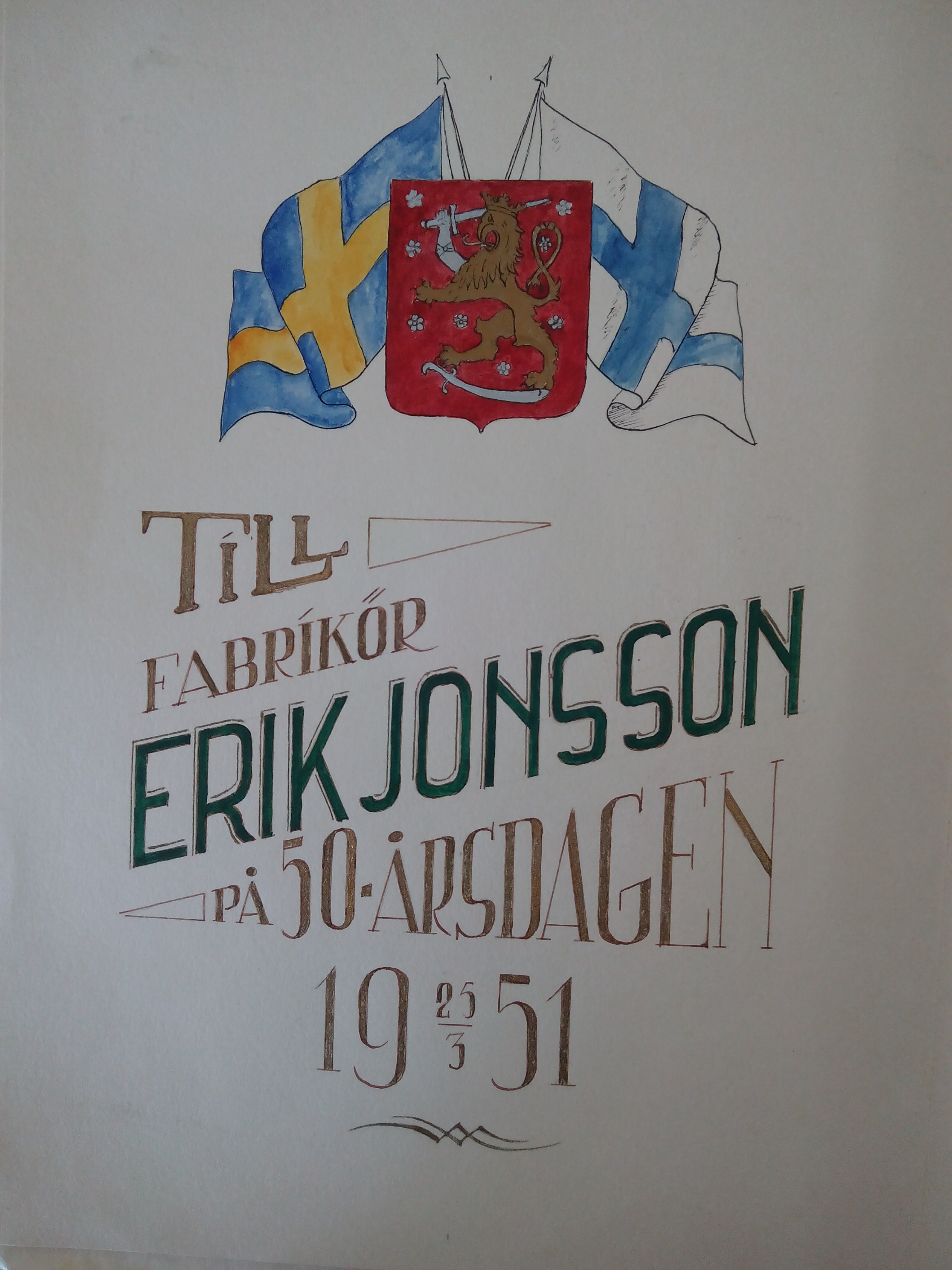
Ett födelsedagskort.

Gratulationskort är ett, ofta dubbelvikt, kort som man överlämnar eller skickar till någon för att visa uppskattning, kondoleans eller uppmärksamma något. Vanligt är bland annat i samband med att någon fyller år firar namnsdag eller nyss blivit förälder.
Det förtryckta motivet är vanligen blommor men kan variera. När korten riktas till barn är ballonger, nallar, dockor och andra leksaksmotiv vanligt förekommande. Vissa gratulationskort är försedda med ett fack där avsändaren kan placera en sedel eller en lott som present till mottagaren. Oavsett om man skickar eller överlämnar ett gratulationskort brukar man stoppa ned det i ett kuvert. Dels för att höja spänningen för mottagaren och dels för att eventuellt löst innehåll inte ska falla ut.
Spelande gratulationskort spelar upp ett ljud eller melodi när det öppnas.

## Födelsedagskort
För födelsedagskort finns kort med åldern förtryckt med siffror. Särskilt korten för de så kallade "jämna" födelseåren utmärker sig här. På födelsedagskort till personer som uppnår en högre ålder förekommer födelseårtal och texter där personens födelseår beskrivs genom en uppräkning av det årets mest kända händelser.
Man kan även göra egna födelsedagskort. Den hobbyn brukar kallas för kortmakeri. På internet finns många gratistjänster där man kan skicka födelsedagskort eller andra kort via e-post. Ofta har man möjlighet att skriva en egen hälsning och kanske ladda upp en egen bild.